# The Kilimanjaro Darkjazz Ensemble
The Kilimanjaro Darkjazz Ensemble (a volte riportati con l'acronimo TDKE) è stato un gruppo musicale olandese.
Il gruppo ha ideato una fusione di jazz, doom metal, musica d'ambiente e post-rock definita "dark jazz". La musica del gruppo viene spesso paragonata a quella dei Bohren & der Club of Gore.

## Storia
I TDKE vennero fondati a Utrecht nel 2000 da Jason Köhnen e Gideon Kiers, due ex studenti della Hogeschool voor de Kunsten Utrecht ed erano inizialmente specializzati nelle rivisitazioni di colonne sonore di noti film muti come Nosferatu il vampiro e Metropolis. Dopo aver composto musica solo elettronicamente fino al 2004, si aggiunsero all'organico il trombonista Hilary Jefferye e la violoncellista Nina Hitz. I Kilimanjaro Darkjazz Ensemble pubblicarono l'omonimo album di debutto nel 2006 e nello stesso periodo entrarono nel gruppo la cantante Charlotte Cegarra e il chitarrista Eelco Bosman. Dal 2007 tutti i membri del gruppo sono stanziati nei Paesi Bassi. Nello stesso anno, i musicisti fondarono il progetto parallelo The Mount Fuji Doomjazz Corporation, specializzato in musica improvvisata. La violinista Sadie Anderson (fettybeats) si è unita ai TDKE nel 2008. L'uscita del loro From the Stairwell del 2011 fu finanziata da una campagna di crowdfunding.

## Discografia

### Album in studio
- 2006 – The Kilimanjaro Darkjazz Ensemble
- 2009 – Here Be Dragons
- 2011 – From the Stairwell

### Album dal vivo
- 2011 – I Forsee The Dark Ahead, If I Stay

### Extended Play
- 2009 – Mutation